# سسیلیا فریره
سسیلیا فریره (اسپانیایی: Cecilia Freire‎؛ زادهٔ ۱۷ نوامبر ۱۹۸۱) بازیگر اهل اسپانیا است.
از فیلم‌ها یا برنامه‌های تلویزیونی که وی در آن نقش داشته‌است، می‌توان به فیزیک یا شیمی اشاره کرد.
وی همچنین برندهٔ جوایزی همچون جایزه انداس شده‌است.